# 活化基
有机化学中，如果取代苯比苯更容易发生亲电取代反应，则该基团被称为活化基。
根据活化能力不同，活化基可分为以下几种：
- 强活化基

-NH2 -NHR -NR2
-OH -O−
- 中等活化基

-NHCOCH3 -NHCOR
-OCH3 -OR
- 弱活化基

-CH3 -C2H5 -R
-C6H5